# Bieruń
Bieruń è una città polacca del distretto di Bieruń-Lędziny nel voivodato della Slesia.
Ricopre una superficie di 40,31 km² e nel 2006 contava 23 640 abitanti.